# Indy Pro Series 2007
Indy Pro Series 2007 kördes över 16 race och vanns av Alex Lloyd.

## Delsegrare
| Datum       | Bana              | Vinnare           |
| ----------- | ----------------- | ----------------- |
| 24 mars     | Homestead         | Alex Lloyd        |
| 31 mars     | Saint Petersburg  | Alex Lloyd        |
| 1 april     | Saint Petersburg  | Alex Lloyd        |
| 25 maj      | Indianapolis      | Alex Lloyd        |
| 2 juni      | Milwaukee         | Alex Lloyd        |
| 16 juni     | Indianapolis      | Hideki Mutoh      |
| 17 juni     | Indianapolis      | Bobby Wilson      |
| 23 juni     | Iowa Speedway     | Alex Lloyd        |
| 7 juli      | Watkins Glen      | Wade Cunningham   |
| 8 juli      | Watkins Glen      | Alex Lloyd        |
| 14 juli     | Nashville         | Robbie Pecorari   |
| 22 juli     | Mid-Ohio          | Richard Antinucci |
| 11 augusti  | Kentucky Speedway | Hideki Mutoh      |
| 25 augusti  | Sears Point       | Alex Lloyd        |
| 26 augusti  | Sears Point       | Richard Antinucci |
| 9 september | Chicagoland       | Logan Gomez       |

## Slutställning
| Plats | Förare          | Poäng |
| ----- | --------------- | ----- |
| 1     | Alex Lloyd      | 652   |
| 2     | Hideki Mutoh    | 481   |
| 3     | Wade Cunningham | 423   |
| 4     | Bobby Wilson    | 393   |
| 5     | Mike Potekhen   | 379   |
| 6     | Jaime Câmara    | 373   |
| 7     | Logan Gomez     | 368   |
| 8     | Robbie Pecorari | 344   |
| 9     | Stephen Simpson | 340   |
| 10    | Chris Festa     | 313   |